# Carl Penzhorn

Carl Penzhorn

Carl Friedrich Wilhelm Penzhorn (* 9. Februar 1866 in Neubrandenburg; † 15. Mai 1956 in Hamburg) war ein deutscher Politiker (NSDAP).

## Leben und Wirken
Carl Penzhorn, Sohn des Arbeitsmannes Johann Friedrich Martin Penzhorn und dessen Frau Johanne Marie Wilhelmine, geb. Niekammer, besuchte in den Jahren 1872 bis 1880 die Volksschule und absolvierte von 1881 bis 1885 eine vierjährige Schornsteinfegerlehre, der eine vierjährige Gesellenzeit von 1885 bis 1889 folgte. Anschließend gehörte er von 1888 bis 1891 dem 2. Großherzoglich Mecklenburgischen Dragoner-Regiment Nr. 18 an. Aus seinem Regiment schied er 1891 mit der Qualifikation zum Unteroffizier aus.
1891 ließ Penzhorn sich in Hamburg nieder, wo er bis 1896 als Schornsteinfegergeselle arbeitete. 1896 folgte die Ernennung zum Schornsteinfegermeister. Den Beruf des Schornsteinfegers übte Penzhorn bis in die 1920er Jahre aus. Zuletzt führte er den Titel eines Bezirksschornsteinfegermeisters.
1922 schloss Penzhorn sich erstmals der NSDAP an. Der neugegründeten NSDAP trat er zum 6. April 1925 bei (Mitgliedsnummer 1.297). In der Partei übernahm er später Funktionärsaufgaben mit der Bezeichnung eines Gauamtsleiter.
Nach der Errichtung der NS-Diktatur gehörte Penzhorn von November 1933 bis zum Ende der NS-Herrschaft im Frühjahr 1945 dem nationalsozialistischen Reichstag als Abgeordneter für den Wahlkreis 34 (Hamburg) an. Daneben hatte er zeitweise das Amt eines Kreisrichters inne.
In den Hamburger Adressbüchern für die Jahre 1941 und 1947 ist Penzhorn als „Bezirksschornsteinfegermeister“ mit Adresse Osterstrasse 10 verzeichnet. Im Adressbuch von 1949 ist er nicht mehr enthalten. Er verstarb 1956.

## Ehe und Familie
Penzhorn heiratete am 9. Juli 1895 in Malchin Frieda Caroline Johanne Luise Voss (* 15. Juni 1869 in Malchin; † 22. Juni 1945 in Hamburg). Penzhorns Ehefrau nahm sich kurz nach dem Ende des Zweiten Weltkriegs durch Vergiftung mit Veronal das Leben. Aus der Ehe ging mindestens ein Sohn, Carl August Friedrich Wilhelm Penzhorn (* 1901 in Hamburg; † 21. Juli 1980 in Hamburg), hervor.